# HD 89062
HD 89062，又名CD-42 6074，SAO 221910、HR 4036，是一颗恒星，视星等为5.6，位于銀經275.02，銀緯11.15，其B1900.0坐标为赤經10h 11m 19.6s，赤緯-42° 11.15′ 47″。